# ناندو گومز
ناندو گومز (انگلیسی: Nando Gómez؛ زادهٔ ۲۶ فوریهٔ ۱۹۸۴) بازیکن فوتبال اهل اسپانیا است.